# Myxosargus anomalus
Myxosargus anomalus är en tvåvingeart som beskrevs av James 1979. Myxosargus anomalus ingår i släktet Myxosargus och familjen vapenflugor. Inga underarter finns listade i Catalogue of Life.